# 過度放牧

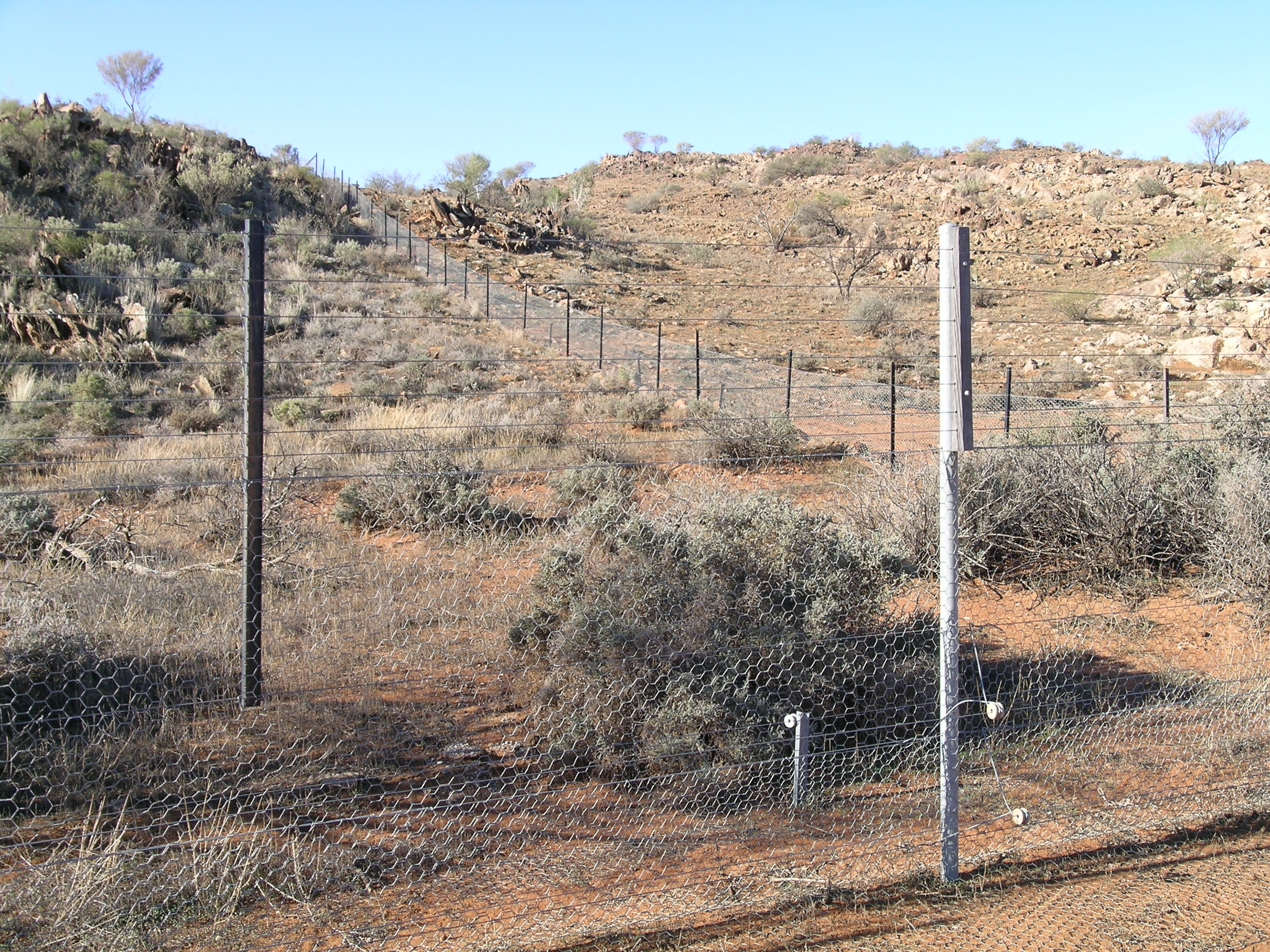
右上方顯示由當地動物所引起的過度放牧，新南威爾士州西部

過度放牧，當一片植物遭受密集的畜牧行為過長或沒有足夠的恢復期，便會發生所謂的過度放牧。這情形可能是因為牲畜缺乏技術性的管理或野生動物的過度繁殖。過度放牧會降低土地的可用性、生產力和生物多樣性，同時也會造成草原退化、土地沙漠化和侵蝕。過度放牧也被視為雜草和外來植物散播的原因。
過度放牧是一個公地悲劇典型的例子。動物、草和牲畜的管理影響動植物的健康與生產力，因此它是草原畜牧穩定生產的基本條件。

## 外部連結
- Gonner, E. C. K. . London: Macmillan & Co. 1912.